# Vila Velha
Vila Velha är en stad och kommun i östra Brasilien och ligger i delstaten Espírito Santo. Hela kommunen har cirka 470 000 invånare, varav cirka 85 procent bor i själva centralorten. Vila Velha är belägen vid atlantkusten, strax söder om Vitória, delstatens huvudstad, och ingår i denna stads storstadsområde.
Vila Velha grundades den 23 maj 1535 med namnet Vila do Espírito Santo och fungerade fram till i början av 1550-talet som huvudstad för Espírito Santo, som då var ett Capitania, en administrativ region inom Portugals kolonier. Vila Velha fick kommunrättigheter 1947.

## Administrativ indelning
Kommunen var år 2010 indelad i fem distrikt:
- Argolas
- Ibes
- Jucu
- São Torquato
- Vila Velha

Jucu omfattar en ort (med omgivande landsbygd) som är belägen i kommunens södra del, längs kusten, medan de övriga fyra distrikten omfattar Vila Velhas centralort.

## Befolkningsutveckling
| Område              | Areal (km²)   | Invånarantal 1 augusti 2000 | Invånarantal 1 augusti 2010 | Invånarantal 1 juli 2014 |
| ------------------- | ------------- | --------------------------- | --------------------------- | ------------------------ |
| Kommun              | 210,07        | 345 965                     | 414 586                     | 465 690                  |
| Urban befolkning    | Ingen uppgift | 344 625                     | 412 575                     | Ingen uppgift            |
| ...varav centralort | Ingen uppgift | 307 148                     | 351 877                     | Ingen uppgift            |